# Wellfare
Wellfare è una canzone di Gigi D'Agostino pubblicata nell'album L'amour toujours II. È l'ultimo estratto dall'album, ma la versione più conosciuta è diversa da quella contenuta nel cd. Infatti, la più famosa porta il sottotitolo I Wanna Tanz, mentre quella dell'album è Elettro Gigi Dag. Quest'ultima contiene un vocalizzo maschile, mentre nelle versioni contenute nei cd singoli prende parte anche Diana J come cantante.

## Tracce
CD-SINGOLO Italy
1. Wellfare (When the Sun Rises) (2:16)
2. Wellfare (I Wanna Tanz F.M.) (3:08)
3. Wellfare (Gigi & Pandolfi F.M.) (3:20)
4. Wellfare (Gigi & Luca Noise F.M.) (4:34)
5. Wellfare (I Wanna Tanz) (6:38)
6. Wellfare (Gigi & Pandolfi) (5:12)
7. Wellfare (Gigi & Luca Noise) (5:01)
8. Lost in My Dreams (3:18)

CD -SINGOLO Promo
1. Wellfare (Mainstream Radio Edit) (2:16)
2. Wellfare (Radio Cut) (3:00)
3. Wellfare (Elettro Gigi Dag)(Album Edit) (2:48)